# Hanjin
Hanjin Group est un groupe d'entreprises coréennes (un chaebol), très diversifié, qui comprend notamment Korean Air (acquis en 1969) et Hanjin Shipping.
Le 31 août 2016, Hanjin Shipping a déposé le bilan. Les créanciers de Hanjin Shipping ont retiré leur soutien après avoir jugé un plan de financement de la société mère Hanjin inadéquat

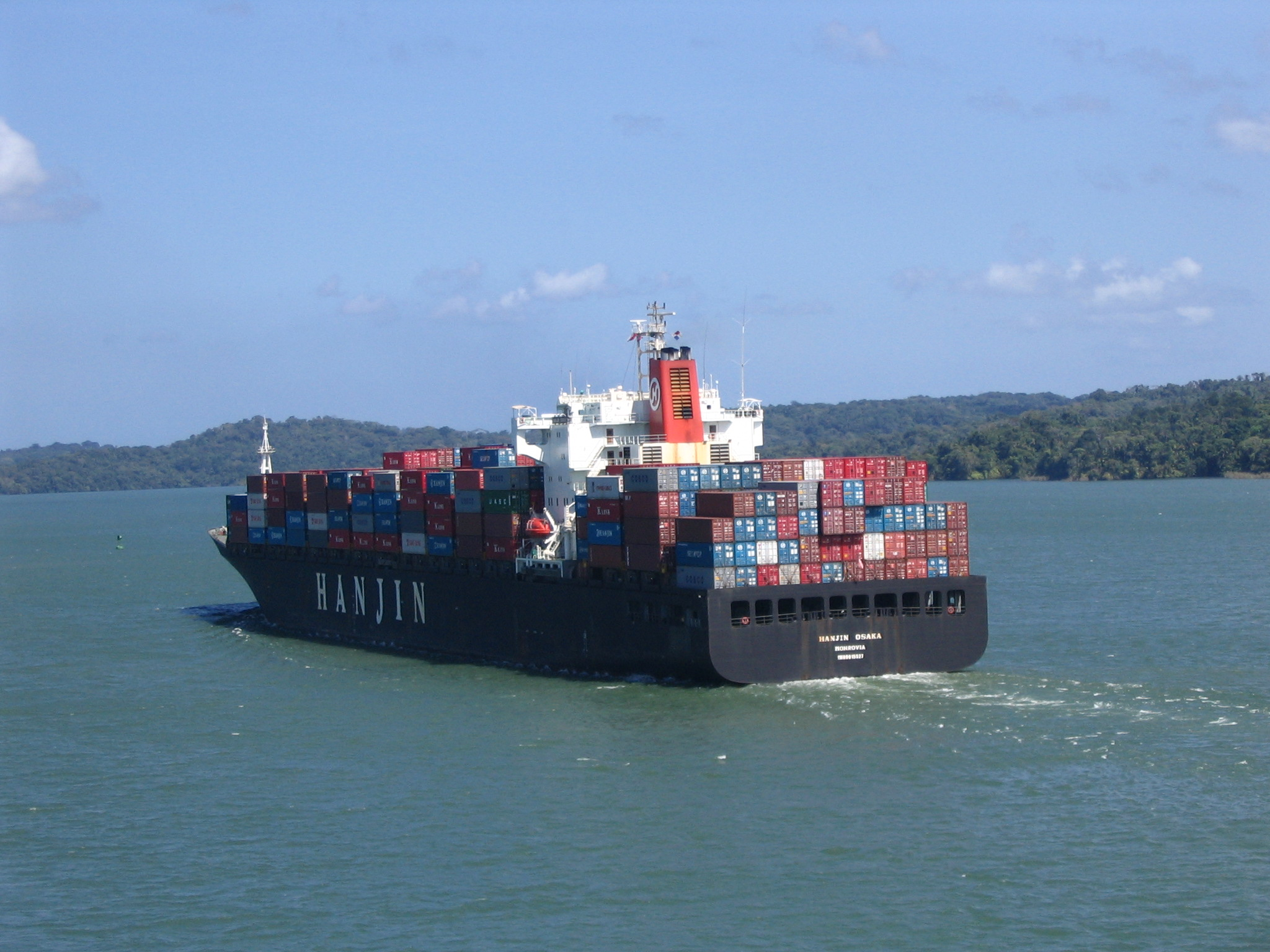
Le porte-conteneur Hanjin Osaka transitant le canal de Panama.